# Park Hee-young (Fußballspielerin, 1991)
Park Hee-young (koreanisch 박희영; * 21. März 1991 in Südkorea) ist eine südkoreanische Fußballspielerin.

## Karriere

### Verein
Von 2012 bis 2016 spielte Park für den Verein Sejong Sportstoto. Danach wechselte sie 2016 zu Incheon Hyundai Steel Red Angels.

### Nationalmannschaft
2007 spielte Park für Südkorea U-17. Zwischen 2009 und 2010 war sie bei der Südkoreanische Fußballnationalmannschaft U-20 tätig. 
Später spielte sie bis 2015 für die Südkoreanische Fußballnationalmannschaft der Frauen als Mittelfeldspieler. Ihr erstes Länderspieltor erzielte sie am 15. Mai 2014 bei den Fußball-Asienmeisterschaft der Frauen 2014 gegen die Myanmar. Sie absolvierte sie 41 Länderspiele.